# Tsjechisch kampioenschap veldrijden 2015
Het Tsjechisch kampioenschap veldrijden van 2015 werd gehouden op 10 januari in Slaný. De wedstrijd maakte deel uit van de TOI TOI Cup 2014-2015. In 2014 won Martin Bína. Deze editie werd gewonnen door Adam Ťoupalík.

## Mannen elite

### Uitslag
| Plaats  | Naam             | Ploeg                      | Tijd       |
| ------- | ---------------- | -------------------------- | ---------- |
| Winnaar | Adam Ťoupalík    | BKCP-Powerplus             | 1u03'30"   |
| 2       | Vojtěch Nipl     | Puskinak.cz                | + 50"      |
| 3       | Michael Boroš    | ČEZ Cyklo Team Tábor       | + 1'16"    |
| 4       | Jakub Skála      | ČEZ Cyklo Team Tábor       | + 2'42"    |
| 5       | Lubomír Petruš   | BKCP-Powerplus             | + 3'19"    |
| 6       | Emil Hekele      | Stevens Bikes-Emilio Sport | + 5'18"    |
| 7       | Matěj Lasák      | Max Cursor                 | + 6'03"    |
| 8       | Tomáš Paprstka   | Remerx-Merida Team Kolín   | + 7'02"    |
| 9       | Vladimír Kyzivát | Johnson Controls           | + 7'33"    |
| 10      | Filip Eberl      | Remerx-Merida Team Kolín   | + 2 rondes |

 Cyclocross Loštice · 
 Cyclocross Louny · 
 Cyclocross Uničov · 
 Cyclocross Hlinsko · 
 Cyclocross Holé Vrchy · 
 Cyclocross Kolín · 
 Cyclocross Milovice · 
 Tsjechisch kampioenschap